# それいけ!アンパンマン つみき城のひみつ
『それいけ!アンパンマン つみき城のひみつ』（それいけアンパンマン つみきじょうのひみつ）は、1992年3月14日公開の、映画『それいけ!アンパンマン』シリーズ通算第4作。同時上映作品は『それいけ！アンパンマン アンパンマンとゆかいな仲間たち』（それいけアンパンマン アンパンマンとゆかいななかまたち）。
全日本私立幼稚園連合会、社会福祉法人日本保育協会推薦作品。キャッチコピーは『世界を仲なおりさせなくては……』、「みんなでアンパンマンを応援してね！」。

## 概要
民族対立をテーマとしており、つみき島とおりがみ島の住民の仲の悪さと両島の王子と姫が心を通わせている様子は、民族同士の仲が悪くても、その中に必ず心を通わせることができる人はいて、仲良くなり協力し合うことができるというメッセージを伝える作品となっている。
従来の作品は夏に公開されているが、本作は第1作『キラキラ星の涙』同様、春に公開された。また、第1作から第10作までの劇場版は松竹富士が単独配給を行っているが、本作のみ松竹と松竹富士の共同配給となった。また、キャラクターデザインは前作まで担当していた山田みちしろに代わって本作より総作画監督の前田実が兼任する。
前作で初登場したホラーマンは、本作のみ登場しない（次作以降は毎回登場）。また、同時上映「アンパンマンとゆかいな仲間たち」には歌のシーンにのみ登場する。

## あらすじ
アンパンマンワールドの海上に、つみきでできたつみき島と折り紙でできたおりがみ島という2つの島があった。つみき島とおりがみ島は近くにあったが、2つの島は仲が悪く、住民たちは対立しており、つみき島の王子ブロック王子とその恋人でおりがみ島の王女オリガ姫は2つの島を仲良くさせたいと願っていた。
ところがある日「キュービクル王子」と名乗る男が現れ、ブロック王子とガランガラ大臣は彼によってつみき島を追い出されてしまう。
川に流され滝から落ちそうになるガランガラ大臣と沼の怪獣に襲われたブロック王子はアンパンマンとカレーパンマンに助けられた。パン工場に戻って2人からわけを聞いたアンパンマンは2人を連れてつみき島へ向かう。
一方その頃、つみき島の隣のおりがみ島には、しょくぱんまんや学校の子供達、どんぶりまんトリオが遠足に訪れていた。オリガ姫に折り紙を教えてもらい楽しんでいたが、しょくぱんまんとオリガ姫を乗せた空飛ぶ折り鶴がキュービクル王子の作った積木の竜巻に巻き込まれてしまい、オリガ姫が行方不明になってしまう。アンパンマン達はオリガ姫を救出するため、つみき島に向かうのだった。

## 登場キャラクター（キャスト）
詳細はアンパンマンの登場人物一覧を参照。

### レギュラーキャラクター
アンパンマン
声 - 戸田恵子
墨の塗られた積み木が飛んでくるのに対して、顔が汚れるために初めは躊躇ったが、おりがみ島の人たちを救うため立ち向かい、やられてしまう。
ばいきんまん
声 - 中尾隆聖
本作ではオリガ姫のことを気に入ったようであり、つみき島、おりがみ島を彼女と一緒に支配しようとしていた。終盤にてウッドラーを操りアンパンマンたちを追い詰めるが、結局は返り討ちにあいやられてしまった。
ジャムおじさん
声 - 増岡弘
ブロック王子からつみき島とおりがみ島の危機を聞く。そして、キュービクル王子の銅像を目撃して全ての黒幕がばいきんまんとわかり、つみき島とおりがみ島の住民の和解につなげた。
バタコさん
声 - 佐久間レイ
めいけんチーズ
声 - 山寺宏一
ドキンちゃん
声 - 鶴ひろみ
本作では出番が少なめで、主に物語の前半部分に登場。しょくぱんまんと仲良くしていたオリガ姫に嫉妬した。「オリヅル」に変装してマントを縫うが、思うように飛べなくなってしまった。終盤で新しく塗ったマントをしょくぱんまんにプレゼントしようとするが、しょくぱんまんは既に帰った後だった。
しょくぱんまん
声 - 島本須美
学校の子供達やどんぶりまんトリオと共におりがみ島に遠足に来ており、当初アンパンマン達とは別行動だった。「オリヅル」に変装したドキンちゃんに破れたマントを塗ってもらうが、うまく飛べなかった。なお、最後までオリヅルの正体に気づかなかった。
カレーパンマン
声 - 柳沢三千代
ケロゴンに襲われたブロック王子を助けた。
どんぶりまんトリオ
てんどんまん
声 - 坂本千夏
カツドンマン
声 - 三ツ矢雄二
かまめしどん
声 - 山寺宏一
くじらのクータン
声 - 山本圭子
つみき島からの攻撃を受けたおりがみ島の住人や子供達を乗せた折り紙の避難船を引っ張った。
みみせんせい
声 - 滝沢ロコ
カバオくん
声 - 山寺宏一
ピョン吉（ピョンきち）
声 - 原えりこ
ウサ子（ウサこ）
声 - 中村ひろみ
クマ太（クマた）
声 - 山本圭子
ネコ美（ネコみ）
ブタお
モン吉
コン太（コンた）
かびるんるん

### ゲストキャラクター
ブロック王子（ブロックおうじ）
声 - 伊倉一寿、寺田嘉代（歌）
性別 - 男
見た目は人間に近い、つみき島の王子。おりがみ島との喧嘩をやめさせようとしている。オリガ姫と恋仲。キュービクル王子と偽ったばいきんまんの策略でガランガラ大臣と共に島を追い出されるが、アンパンマンたちの活躍で無事帰ってくる。つみき島とおりがみ島の間に「平和の架け橋」を作るのが彼とオリガ姫の夢である。その後、本編でも一度登場している。なお、歌部分はオリガ姫と同様ドリーミングが本来の声優の声質に合わせて演じている。
オリガ姫（オリガひめ）
声 - 皆口裕子、寺田千代（歌）
性別 - 女
見た目は人間に近いおりがみ島のお姫様。折り紙に命を与える事が出来る。ブロック王子と恋仲で、密かに会っていた。ばいきんまんに気に入られ、つみき城に捕らわれる。
ガランガラ大臣（ガランガラだいじん）
声 - 山寺宏一
性別 - 男
ブロック王子の頑固な家来。悩み事があると頭が重くなり、逆立ちになる。おりがみ島の住民とは仲が悪かった。仲が悪い理由はつみきとおりがみ、どちらが人気かが原因らしい。なお、本編ではタイツのような服装だったが、本作では服装が違う。なお、アンパンマンとは知り合いのようなシーンがあった。
つみき人（つみきじん）
声 - 中村ひろみ、原えりこ、三ツ矢雄二
性別 - 男、女
つみき島の住民。おりがみ人とは仲が悪かった。赤、青、黄色の仲間が大勢いる。
つみきの兵隊（つみきのへいたい）
声 - 中村ひろみ、滝沢ロコ、三ツ矢雄二
性別 - 男
つみき島のつみき城を集団で守っているつみき人の兵隊。
おりがみまん
声 - 島田敏
性別 - 男
オリガ姫の家来。折り紙でできた体は色々な形に変形できる。お世辞や褒め言葉に弱く、その際に一枚の折り紙と化する。つみき島の住民とは折り合いが悪かった。理由はガランガラ大臣と同じ。なお、公開以前の本編では黄色だったが、今作ではピンクであり、それに伴って公開終了後以降の本編でもピンクになった。
おりがみ人（おりがみじん）
声 - 原えりこ、中村ひろみ、滝沢ロコ、三ツ矢雄二、島本須美
性別 - 男、女
おりがみ島の住民。大勢の仲間がいる。つみき人とは仲が悪かった。
ケロゴン
声 - 三ツ矢雄二
性別 - 男
沼に住むカエルと首長竜を合わせたような怪獣。長く伸びる舌でブロック王子を食べようとしていたが、カレーパンマンに退治される。なお、本編に登場したケロゴンとは名前も声優も同じだが、こちらはカエルリュウのような姿になっている（ちなみに、本編のカエルリュウは紫色）。

### その他の登場キャラクター
プリンちゃん
ドーナツマン
らくがきこぞう
たこやきまん
シャボンダマン
はみがきまん　　　
ひのたまこぞう
カレン　
ハニー
レッドくん
ポポル　
スグダスマン
なかゆび姫
べにしょうがママ　
ティーポットマン　
タクトマン
マスカット姫
みかづきまん
うずまきまん
タータン
らーめんてんし
ケンダマン
ソフトクリームマン
きのこちゃん
ピエロ
以上、オープニングに登場。
すなおとこ
へどろまん
ふけつまん
ちくりん　　　　　　　　
ラッピー　　　　　　　　　　　　　　　　
べろべろまん 　
ケムタン　　　　　　　
ばいきん仙人　　　　　　　　　　　　　　　　　　　　　　　
ぶたまんまん
かいじゅうグル
氷の女王（こおりのじょおう）
やまねこ大王（やまねこだいおう）
かぜこんこん
以上、ドキンちゃんの妄想結婚式の出席者で登場。

### 変装
キュービクル王子（キュービクルおうじ）
ばいきんまんの変装姿。本作の黒幕。ブロック王子を追放し、ウッドラーを我が物にしようとした。
オリヅル
ドキンちゃんの変装姿。おりがみ島に登場。オリガ姫に嫉妬したドキンちゃんがしょくぱんまんに寄り添うための変装（この時本名を言いかけたが、慌てて訂正した）。おりがみまんから「見慣れない顔ですな」と言われた。

## 用語
つみき島（つみきじま）
積み木でできた島であり、一部のブロックを抜くと崩れることもある。
つみき城（つみきじょう）
つみき島にある積み木で出来た城。
おりがみ島（おりがみじま）
折り紙の形をした島であり、鳥や虫も折り紙でできている。
この二つの島は仲が悪かったが、間に折り紙と積み木で出来た橋が建てられ、協力しあっている。

### 乗り物と道具
アンパンマン号（アンパンマンごう）
ドキンUFO（ドキンユーフォー）
ウッドラー
つみき島を作ったと言われている、伝説の巨大ロボット。積木で出来た体は壊れてもすぐに再生する。ばいきんまんが乗り込んで大暴れしたが、体の積木を折り紙で包まれて身動きが取れなくなり、大破。積木はおりがみ島とつみき島を結ぶ橋となった。

#### バイキンメカ
バイキンUFO（バイキンユーフォー）　
もぐりん
グル
ドキンちゃんの妄想結婚式のみ登場。

## スタッフ
- 原作 - やなせたかし（フレーベル館刊）
- 製作 - 加藤俊三
- 企画 - 武井英彦
- 脚本 - 岸間信明
- 音楽 - いずみたく
- 主題歌 - 三木たかし
- キャラクターデザイン･作画監督 - 前田実
- 美術 - 横山幸博
- 撮影 - 長谷川肇
- 音響監督 - 山田悦司
- 音楽監督 - 鈴木清司
- 編集 - 鶴渕允寿
- 助監督 - 篠原俊哉
- プロデューサー - 柳内一彦、伊藤響
- 監督 - 永丘昭典
- 原画 - 川越淳、菖蒲隆彦、伊東誠、星野絵美、山本天志、阿部司、佐藤徹、李康姫、笠原彰、熊岡利治、鳥居愛緒、松尾裕子、友永和秀
- 音響効果 - 糸川幸良
- 制作協力 - スタジオ ジュニオ
- 配給 - 松竹、松竹富士
- 制作 - 日本テレビ放送網、読売新聞社、松竹、松竹富士、東京ムービー新社、フレーベル館、バップ

## 楽曲
オープニング・挿入歌『アンパンマンのマーチ』
エンディング『勇気りんりん』
作詞：やなせたかし、作曲：三木たかし、編曲：大谷和夫、歌：ドリーミング
挿入歌
『つみきの塔』
作詞：やなせたかし、作曲：いずみたく、編曲：近藤浩章、歌：中尾隆聖
『おりがみの歌』『銀色の鳥』『幸福のデュエット』
作詞：やなせたかし、作曲：いずみたく、編曲：近藤浩章、歌：ドリーミング

## それいけ!アンパンマン アンパンマンとゆかいな仲間たち
『それいけ!アンパンマン つみき城のひみつ』の同時上映作品。『あかちゃんまんの大冒険』（あかちゃんまんのだいぼうけん）、『カレーパンマンとSLマン』（かれーぱんまんとえすえるマン）、『うたえ!夢のアンパンマン号』（うたえゆめのアンパンマンごう）の3つからなるオムニバス作品集。

### あらすじ
あかちゃんまんの大冒険
- 脚本：翁妙子、監督：奥脇雅晴、助監督：日巻裕二

すやすやと眠るあかちゃんまんの所に慌ててやってくるみるくぼうや。アンパンマン、ジャムおじさん、バタコさん、めいけんチーズがあくま大王とあくま女王に捕まったと言うのだ。あかちゃんまんはみるくぼうやと一緒にアンパンマン達が捕まっている「あくまの森」へ向かう。しかし助けに行ったものの、みるくぼうやは捕まってしまい、空を飛べるマントも取られてしまう。あかちゃんまんは何とか助かったチーズと一緒に、アンパンマンたちが連れて行かれたあくまの森の奥にある「バイキン遊園地」へ進む。
カレーパンマンとSLマン
- 脚本：武上純希、監督：矢野博之

『それいけ!アンパンマン』のキャラクターたちによる西部劇で、完全なパラレル作品であり、カレーパンマンがメインの話。
カレーパンマンは正義のガンマン。彼はりんごちゃんに呼ばれ、荒野の先にある町に食べ物を届けるSLマンと自分をガードして欲しいと頼まれる。なんでも、町に食べ物を届ける乗り物が全て謎の強盗団に襲われ、食べ物を取られてしまったらしいのだ。快くそれを引き受けるカレーパンマン。翌日、食べ物を積んで町へと急ぐSLマンに、ばいきんまんがリーダーの強盗団が襲いかかる。
うたえ!夢のアンパンマン号
- 構成・監督：大賀俊二

『それいけ!アンパンマン』のTVシリーズと前作『とべ! とべ! ちびごん』までの劇場版に登場したキャラクターたちが総出演する『アンパンマンとゆかいな仲間たち』のトリ。『アンパンマンたいそう大会』に参加する手作りの車が13台登場し、沢山の挿入歌が流れるミュージカルのような作品。

### 登場キャラクター（キャスト）

#### レギュラーキャラクター
アンパンマン
声 - 戸田恵子
全ての話に共通してばいきんまんをアンパンチで懲らしめるシーンはなかった。
ばいきんまん
声 - 中尾隆聖
『あかちゃんまんの大冒険』では、あくま大王と名乗り、いつも通り悪さをし、その後はドキンちゃんと共にだだんだん3号に乗ってアンパンマン達を懲らしめようとしたが、あかちゃんまんにやられてしまった。
ジャムおじさん
声 - 増岡弘
バタコさん
声 - 佐久間レイ
めいけんチーズ
声 - 山寺宏一
ドキンちゃん
声 - 鶴ひろみ
『あかちゃんまんの大冒険』では、あくま女王と名乗り、ばいきんまんと共にだだんだん3号に乗ってばいきんまんと共にあかちゃんまんにやられたしまった。なお、1989年の設定とは異なり、あかちゃんまんの事を敵視していた（しょくぱんまんは除く）。
しょくぱんまん
声 - 島本須美
『カレーパンマンとSLマン』と『うたえ!夢のアンパンマン号』のみに登場する。
カレーパンマン
声 - 柳沢三千代
しょくぱんまん同様、『カレーパンマンとSLマン』と『うたえ!夢のアンパンマン号』のみの登場。『カレーパンマンとSLマン』ではメインで登場。
かびるんるん
　声 - 郷里大輔

#### 『あかちゃんまんの大冒険』の登場キャラクター
あかちゃんまん
声 - 天野由梨
みるくぼうや
声 - あきやまるな
コウノトリ

#### 『カレーパンマンとSLマン』の登場キャラクター
SLマン
声 - 富山敬
りんごちゃん
声 - 山本百合子
バイキン強盗団（バイキンごうとうだん）
かぜこんこん
声 - 郷里大輔
バイキン強盗団の中で、へどろまんやすなおとこより大きく描かれていた。ばいきんまんの前にカレー銃で敗退する。唯一、劇場版で敵役として登場する。
へどろまん
声 - 梁田清之
かびるんるんの次にカレー銃でやられた。
ちくりん
すなおとこ
木の兵隊（きのへいたい）
ムシバキンマン
べろべろまん
まくらこぞう
顔がTVシリーズと異なる。
アンパンマン騎兵隊（アンパンマンきへいたい）
おそうじまん
チョコレートパンマン
ハンバーガーキッド
ピクルス
かつぶしまん
鉄火のマキちゃん（てっかのマキちゃん）
チョコレートマン
どんぶりまんトリオ
てんどんまん
カツドンマン
かまめしどん
メンドーくん
かんたんシスターズ
プラちゃん
マイちゃん
アリンコキッド
おむすびまん

#### 『うたえ!夢のアンパンマン号』の登場キャラクター
13台の手作りの車らしいが実際はそれ以上ある。
☆印はエンディングで踊ったキャラ。
たこやきまんチーム
たこやきまん
プリンちゃん☆
エクレアさん☆
マドモアゼル・クレープ☆
ケーキちゃん☆
ゼリーちゃん☆
シャーベットくん
シュークリームくん☆
ぶたまんまんチーム
ぶたまんまん
サンドイッチマン☆
ジャイアントペッパー☆
ミスターソルト☆
シュガーぼうや☆
コーンくん☆
てんどんまんチーム
てんどんまん
かんたんシスターズ
プラちゃん
マイちゃん
やかんまん
にんにく和尚（にんにくおしょう）
あきかんまん
ケンダマン☆
ひのたまこぞう
タイコマン☆
メンドーくん
カルイシマン
かまめしどんチーム
かまめしどん
かきくけこちゃん
かつぶしまん☆
どんぐりぼうや
こんにゃく和尚（こんにゃくおしょう）
グリーンピースくん　
スグダスマン
きのこちゃん
鉄火のマキちゃん（てっかのマキちゃん）☆
忍者のニャンジャ（にんじゃのニャンジャ）☆
カレーパンマンチーム
カレーパンマン
トンガラシ
あめだまぼうや
うずまきぱんた
クッキーキャット
オニオン鬼（オニオンおに）☆
ヤーダ姫チーム
ヤーダ姫（ヤーダひめ）
レッサー
レインボー王子（レインボーおうじ）
キララちゃん
おもちゃ天使（おもちゃてんし）
ナンドバット
ピーター
星の子ルルン（ほしのこルルン）
ポポル☆
ママル☆
パパル☆
ペンギンぼうや☆
ペン子（ペンこ）
ハンバーガーキッドチーム
ハンバーガーキッド
ピクルス
ソーセージマン一座
フランク
フルト
エリザベスマスタード
ゴールデンケチャップ
ちくりん☆
ペッパーけいぶ
ナイフさん
フォークさん
スプーンさん
はみがきまんチーム
はみがきまん
おそうじまん☆
シャボンダマン
チョコレートマン☆
ちゅうしゃき先生（ちゅうしゃきせんせい）
バタきち
コロリン
らーめんてんしチーム
らーめんてんし
マジカちゃん
びっくりビクちゃん☆
かんづめカン太郎（かんづめカンたろう）☆
カン四郎（カンしろう）
ムッシュ・フランスパン
りんごちゃん☆
カツドンマンチーム
カツドンマン
声 - 三ツ矢雄二
アイスマントリオ
ソフトクリームマン
アイスキャンデーマン
フラッペちゃん
パズルどり
なぞなぞどり
ダルマン
らくがきこぞう
セニョール・マカロニーノ
ピザパイむすめ
タンゴ
ホラーマンチーム
ホラーマン
長編本編には未登場。
とんかちどり
ストローこうもり
さかさまん
ほのおくん☆
けむりいぬ・ムクちゃん
ふけつまん
魔女（まじょ）☆
あめふりおに
バケルくん
ハロウィンマン
かさおばけ
ユキダルマン☆
みかづきまんチーム
みかづきまん
クロワッサン姫（クロワッサンひめ）
双子の流れ星（ふたごのながれぼし）
ねがい星（ねがいぼし）
かなえ星（かなえぼし）
ナンカ・ヘンダー
マルデ・ヘンダー☆
パール王子（パールおうじ）
妖精バック（ようせいバック）
土星ちゃん（どせいちゃん）☆
しょくぱんまんチーム
しょくぱんまん
みみせんせい
カバオくん
ピョン吉（ピョンきち）
ネコ美（ネコみ）
クマ太（クマた）
モン吉（モンきち）
ブタ夫（ブタお）
カレンダーマン
えんぴつ虫・ピッツ（えんぴつむし・ピッツ）
ノートどり・ノットちゃん
めざましくん☆
ケシゴム先生（ケシゴムせんせい）
えんぴつぼうや
ノートくん
スケールちゃん
ホッチンワニ☆
はさみどり
えのぐぼうや
バナナマンチーム
バナナマン
なまいきナマコ☆
チェリーくん
レモンちゃん☆
ジューサーくん☆
カレン☆
ハニー☆
うずまきまん☆
あかちゃんまんチーム
あかちゃんまん
みるくぼうや☆
かみなりぴかたん
ポットちゃん
キューピッドちゃん
ベビードーナツ☆
ピーマン
かしわもちまん
かぜまるのみ登場
かしわもちの三兄弟
かしわもちまんのデザインと異なる。
ドン・キ・ホタテチーム
ドン・キ・ホタテ
マイマイの親子（マイマイのおやこ）
タータン
リーナちゃん☆
レッドくん
わたあめじいさん☆
ジョーカー☆
フォーカード四銃士（フォーカードよんじゅうし）
スペード銃士（スペードじゅうし）
ハート銃士（ハートじゅうし）
クラブ銃士（クラブじゅうし）
ダイヤ銃士（ダイヤじゅうし）
お姫様チーム
ムーン姫（ムーンひめ）☆
ケム姫（ケムひめ）
なかゆび姫（なかゆびひめ）
マスカット姫（マスカットひめ）
氷の女王（こおりのじょおう）
サニー姫（サニーひめ）
しんじゅ姫・アコヤ（しんじゅひめ・アコヤ）☆
ナンダ・ナンダー姫（ナンダ・ナンダーひめ）☆
つばき姫（つばきひめ）
みずうみ姫（みずうみひめ）☆
Tシャツくん（ティーシャツくん）☆
『アンパンマンたいそう』の1番で、アンパンマンたちのそばで踊るが、2番でばいきんまんとドキンちゃんが加わった時には移動された。
あくびどり☆
ゴミラ☆
巨大化のまま登場。
ケムタン☆
なぜか蝶ではなく、巨大化の毛虫の姿で登場する。
かぜこんこん☆
アンコラ☆
モカ☆

#### 変身した姿
あくま大王（あくまだいおう）
ばいきんまんの変装姿。『あかちゃんまんの大冒険』に登場。
あくま女王（あくまじょおう）
ドキンちゃんの変装姿。『あかちゃんまんの大冒険』に登場。

### 乗り物と道具
アンパンマン号（アンパンマンごう）
『うたえ!夢のアンパンマン号』に登場。
ヤーダ機（ヤーダき）
『うたえ!夢のアンパンマン号』に登場。ヤーダ姫が乗る空飛ぶスクーター。『ばいきんまんの逆襲』の終盤におけるヤーダ国の遺跡の地割れで大破したが、メコイスの壺の力でヤーダ国と同時に復元された事が判明。
たこやき号（たこやきごう）
『うたえ!夢のアンパンマン号』に登場。アンパンマンたいそう大会に参加するためのたこやきまんチームのタコ型の車。
ぶたまん号（ぶたまんごう）
『うたえ!夢のアンパンマン号』に登場。ぶたまんまんの顔を模した車。アンパンマンたいそう大会に参加するため、ぶたまんまんチームが作った。
てんどん号（てんどんごう）
『うたえ!夢のアンパンマン号』に登場。てんどんまんの顔を模した車。箸を持った両手が付いている。アンパンマンたいそう大会に参加するため、てんどんまんチームが作った。
かまめし号（かまめしごう）
『うたえ!夢のアンパンマン号』に登場。かまめしどんの顔を模した車。アンパンマンたいそう大会に参加するためのかまめしどんチームが作った。
はみがき号（はみがきごう）
『うたえ!夢のアンパンマン号』に登場。はみがきまんを模した車。アンパンマンたいそう大会に参加するため、はみがきまんチームが作った。
らーめん号（らーめんごう）
『うたえ!夢のアンパンマン号』に登場。アンパンマンたいそう大会に参加するため、らーめんてんしチームが作ったラーメンの丼鉢型の車。
カレーパン号（カレーパンごう）
『うたえ!夢のアンパンマン号』に登場。カレー号、ヤーダ号、ハンバーガー号が合体して出来た車。
カレー号（カレーごう）
『うたえ!夢のアンパンマン号』に登場。アンパンマンたいそう大会に参加するためのカレーパンマンチームのグレイビーボート型の車。
ヤーダ号（ヤーダごう）
『うたえ!夢のアンパンマン号』に登場。アンパンマンたいそう大会に参加するためのヤーダ姫チームの円盤型の車。
ハンバーガー号（ハンバーガーごう）
『うたえ!夢のアンパンマン号』に登場。アンパンマンたいそう大会に参加するためのハンバーガーキッドチームの車。
ホラー号（ホラーごう）
『うたえ!夢のアンパンマン号』に登場。アンパンマンたいそう大会に参加するためのホラーマンチームの頭蓋骨型の車。すべて骨で出来ている。
みかづき号（みかづきごう）
『うたえ!夢のアンパンマン号』に登場。アンパンマンたいそう大会に参加するためのみかづきまんチームの三日月型の車。
しょくぱん号（しょくぱんごう）
『うたえ!夢のアンパンマン号』に登場。アンパンマンたいそう大会に参加するためのしょくぱんまんチームの食パン型の車。
カツドン号（カツドンごう）
『うたえ!夢のアンパンマン号』に登場。カツドンマンの顔を模した車。アンパンマンたいそう大会に参加するため、カツドンマンチームが作った。
あかちゃん号（あかちゃんごう）
『うたえ!夢のアンパンマン号』に登場。あかちゃんまんの顔を模した車。アンパンマンたいそう大会に参加するため、あかちゃんまんチームが作った。
バナナ号（バナナごう）
『うたえ!夢のアンパンマン号』に登場。アンパンマンたいそう大会に参加するためのバナナマンチームの車。
ホタテ号（ホタテごう）
『うたえ!夢のアンパンマン号』に登場。アンパンマンたいそう大会に参加するためのドン・キ・ホタテチームの帆立貝型の車。
ひめさま号（ひめさまごう）
『うたえ!夢のアンパンマン号』に登場。アンパンマンたいそう大会に参加するためのお姫様たちの花型の車。

#### バイキンメカ
バイキン遊園地（バイキンゆうえんち）
『あかちゃんまんの大冒険』に登場。
人食い花メカ（ひとくいばなメカ）
『あかちゃんまんの大冒険』に登場。ウツボカズラを参考にして作ったロボット。通常のメカと違い、自律行動。花でアンパンマン達を捕らえた。
あくまの木（あくまのき）
『あかちゃんまんの大冒険』に登場。木に見せかけたロボット。集団で動いて物を押しつぶす。大群であかちゃんまんを押し潰そうとするが、簡単に倒されてしまった。
だだんだん3号（だだんだん3ごう）
『あかちゃんまんの大冒険』に登場。素早く乗り込めるように操縦席が頭の上に付いているロボット。両手に持っている2本の大きなハンマーが武器。アンパンマン達をモグラ叩きの要領で袋叩きにするが、あかちゃんまんにだけは逃げられ、怒って鉄のハンマーに持ち替えたところ、あかちゃんまんがみるくぼうやのミルクでパワーアップ。バイキン島の近くの海へ飛ばされる。
バイキンUFO（バイキンユーフォー）
もぐりん
以上、『うたえ!夢のアンパンマン号』に登場。『アンパンマンたいそう大会』で仲間外れにされたのを恨んだばいきんまんとドキンちゃんが妨害するために使ったが、全て失敗してしまう。

### スタッフ
- 製作総指揮 - 加藤俊三
- 企画 - 武井英彦
- 原作 - やなせたかし（フレーベル館刊）
- プロデューサー - 柳内一彦、伊藤響
- 作画監督 - 前田実、徳田悦郎
- 原画 - 大道博政、阿部航、増田清美、梅原隆弘、荒巻園美、今沢恵子、古市一郎、船塚純子
- 音響監督 - 山田悦司
- 音楽監督 - 鈴木清司
- 音響効果 - 糸川幸良
- 編集 - 鶴渕和子、鶴渕編集室
- 監督 - 永丘昭典
- 制作協力 - スタジオ ジュニオ
- 配給 - 松竹、松竹富士
- 制作 - 日本テレビ放送網、読売新聞社、松竹、松竹富士、東京ムービー新社、フレーベル館、バップ

### 楽曲
エンディング『アンパンマンたいそう』
作詞：やなせたかし・魚住勉、作曲：馬飼野康二、歌：CHA-CHA
挿入歌
『アンパンマンのマーチ』
作詞：やなせたかし、作曲：三木たかし、編曲：大谷和夫、歌：ドリーミング
『あかちゃんまんのぼうけん』
『とべ! カレーパンマン』
『ドキンドキンドキンちゃん』
『私はドキンちゃん』
作詞：やなせたかし、作曲：いずみたく、編曲：近藤浩章、歌：ドリーミング
『いくぞ!ばいきんまん』
『ずっこけ!ばいきんまん』
作詞：やなせたかし、作曲：いずみたく、編曲：近藤浩章、歌：中尾隆聖
『てんどんまん自慢歌』
作詞：やなせたかし、作曲：いずみたく、編曲：近藤浩章、歌：坂本千夏
『山育ちかまめしどん』
作詞：やなせたかし、作曲：いずみたく、編曲：近藤浩章、歌：山寺宏一
『DO YOU KNOW カツドン?』
作詞：やなせたかし、作曲：いずみたく、編曲：近藤浩章、歌：三ツ矢雄二
『おなじみしょくぱんまん』
作詞：やなせたかし、作曲：いずみたく、編曲：近藤浩章、歌：島本須美、コーラス：ドリーミング
『バナナダンス』
作詞：やなせたかし、作曲：いずみたく、編曲：近藤浩章、歌：いずみたくとそのファミリー
『ホラーマンメチャクチャチャ』
作詞：やなせたかし、作曲：いずみたく・近藤浩章、編曲：近藤浩章、歌：肝付兼太、コーラス：ドリーミング

### 補足
本作のキャストクレジット順は非常に変則的であり、あかちゃんまんを先頭に、「あかちゃんまんの大冒険」メインキャラクター→「カレーパンマンとSLマン」メインキャラクター→その他のキャラクター→パン工場の面々・ドキンちゃんと来て、従来の作品で先頭にクレジットされるアンパンマンとばいきんまんはラストとなっている。なお、歌のみ登場するキャラクターはクレジットされていない。